# Yuanping (74 av. J.-C.)
Pour les articles homonymes, voir Yuanping (homonymie).
L'ère Yuanping , ou Yuan-p’ing (août 74 av. J.-C.) (chinois : 元平 ; pinyin : Yuánpíng ; litt. « Première paix ») est la troisième et dernière ère chinoise de l'empereur Zhaodi de la dynastie Han.

## Chronique

### 1reannée(74av. J.-C.)
- 4e mois (mi-mai à mi-juin) : mort de l'empereur Zhaodi, sans héritier. Le ministre Huo Guang propose initialement le trône à Liu He, le prince de Changyi, mais celui-ci se montre irrespectueux des lois et des coutumes, ne respecte pas la période de deuil et favorise le népotisme. Son règne ne dure que 27 jours avant qu'il soit déposé par Huo Guang, au nom de 1 127 chefs d'accusation.
- 7e mois (mi-août à mi-septembre) : Liu Bingyi, petit-neveu de Zhaodi et petit-fils du prince Liu Ju (en), monte sur le trône sous le nom d'empereur Xuandi.

| Yuanping               | 1re année    |
| ---------------------- | ------------ |
| Calendrier julien      | 74 av. J.-C. |
| Calendrier sexagésimal | Dingwei (de) |